# Carl Beinert
Carl Christian Beinert (* 15. Januar 1793 in Woitsdorf bei Bernstadt an der Weide; † 20. Dezember 1868 in Bad Charlottenbrunn) war ein deutscher Apotheker und Geologe in Charlottenbrunn.

## Leben
Carl Beinert war herrschaftlicher Brunnen- und Badeinspektor sowie königlicher Brunnen- und Bade-Polizei-Inspektor in Charlottenbrunn. Beinert wurde am 8. Oktober 1857 als Mitglied in die Deutsche Akademie der Naturforscher Leopoldina gewählt. Er korrespondierte mit zahlreichen Wissenschaftlern aus verschiedenen Ländern, darunter dem Präsidenten der Geological Society of London.

## Auszeichnungen
- Für seine Arbeiten über Mineralien und Fossilien und der Abhandlung über den Meteorit von Braunau wurde er mit dem Titel Doctor honoris causa der Universität Breslau ausgezeichnet.
- Von der niederländischen Akademie der Wissenschaften erhielt er 1856 den Kleinen Orden des Roten Adlers.

## Veröffentlichungen
- Vorschlag zur Vereinigung zweier Linne’schen Pflanzengattungen, oder wodurch unterscheidet sich die Gattung Ledum von Sempervivum; 1822
- Blühende Pflanzen am 23. Dezember bei Charlottenbrunn; 1826
- Über einen in Charlottenbrunn gefundenen Bauchpilz; 1827
- Die Lebensfrage der Apotheker; 1844
- Der Meteorit von Braunau; 1848 (Am 14. Juli 1847 war bei Broumov ein Meteorit niedergegangen.)
- Abhandlungen über Beschaffenheit und Verhältnisse der fossilen Flora in den verschiedenen Steinkohlen-Ablagerungen eines und desselben Reviers, begründet auf die Untersuchungen in dem Wiessstein-Altwasser-Waldenburger Becken
- Die verschobenen oder zertrümmerten Kieselgeschiebe im östlichen Revier des Niederschlesischen Waldenburger Steinkohlengebirges; 1853
- Geognostisch-botanische Excursion des Schlesischen Forstvereins am 5. Juli 1856; 1856
- Charlottenbrunn als Trink- und Badekur-Anstalt; 1859
- Über die Nutzanwendung von Juniperus communis in forstwirtschaftlicher Beziehung; 1864